# Cyclopaedia

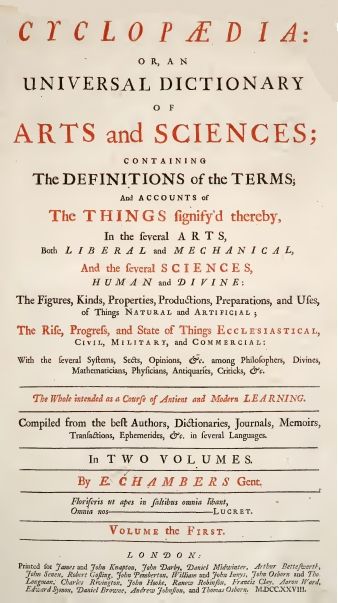
Voorblad van de Cyclopaedia uit 1728

De Cyclopaedia is een encyclopedie uit 1728 van Ephraim Chambers, 1680-1740. Chambers publiceerde in Londen zijn Cyclopaedia: or, An universal dictionary of arts and sciences in twee delen, die als de eerste Engelse encyclopedie bekendstaat. De Cyclopaedia is ook de eerste encyclopedie die met kruisverwijzingen werkte.

[...] Chambers is clearly the father of the modern encyclopaedia throughout the world. [...] Chambers's Cyclopaedia is particularly remarkable for its elaborate system of cross-references, and for the broadening of Harris's coverage to include more of the humanities.
—  Robert Collison, Encyclopaedias: Their history throughout the ages

De Cyclopaedia is gebaseerd op het Lexicon technicum van John Harris uit 1704. D'Alembert gebruikte Chambers' Cyclopaedia als uitgangspunt toen hij ook van plan was een encyclopedie te maken. Het was eerste alleen zijn bedoeling een vertaling van het werk van Chambers te maken. Diderot en D'Alembert ontdekten lacunes in Chambers' twee banden en maakten hierom hun eigen Encyclopédie.

## Websites
- University of Wisconsin System. Cyclopaedia. gedigitaliseerd, gratis te raadplegen